# Rhabdogaster bicolor
Rhabdogaster bicolor là một loài ruồi trong họ Asilidae. Rhabdogaster bicolor được Londt miêu tả năm 2006. Loài này phân bố ở vùng nhiệt đới châu Phi.